# ورزشگاه شهید قویدل تبریز
ورزشگاه شهید قویدل تبریز، یک مجموعه ورزشیِ در حالِ احداث در تبریز است. این مجموعه ورزشی در شمال تبریز واقع شده و شامل یک ورزشگاه فوتبال ۵ هزار نفری و سالن‌های ورزشی چندمنظوره است. ورزشگاه قویدل، متعلق به شهرداری تبریز بوده و در حوزه شهرداری منطقه ۴ واقع شده است.

## امکانات و ویژگی‌ها
استادیوم فوتبال شهید قویدل، دارای زمین چمن طبیعی، سکوهای فولادی با ظرفیت ۵ هزار نفر، ساختمان رختکن در دو طبقه، یک باب سرویس بهداشتی، چهار برج روشنایی و پارکینگ است. این ورزشگاه در فضایی بالغ بر سه هکتار ساخته شده و بیش از هفتاد میلیارد ریال برای احداث آن هزینه شده است. در کنار زمین فوتبال دو باب سالن سرپوشیده ورزشی برای رشته‌های والیبال، بسکتبال و فوتسال نیز در حال احداث است.